# Zarečnyj (Sverdlovská oblast)
Zarečnyj (rusky Заре́чный) je město ve Sverdlovské oblasti v Ruské federaci. Při sčítání lidu v roce 2010 měl bezmála sedmadvacet tisíc obyvatel.

## Poloha a doprava
Zarečnyj leží na východním okraji Středního Uralu na levém břehu Belojarské přehrady na Pyšmě, pravém přítoku Tury v povodí Obu. Od Jekatěrinburgu, správního střediska oblasti, je vzdálen přibližně padesát kilometrů východně.
Východně od města vede železniční trať z Belojarského do Asbestu.

## Dějiny
Sídlo zde vzniklo v souvislosti s plánovanou výstavbou Bělojarské jaderné elektrárny a už od roku 1957 mělo status sídla městského typu. Městem je od roku 1992.
Jména je odvozeno od za rekoj (за рекой), doslova za řekou.